# Michel-Ange – Auteuil (Métro Paris)

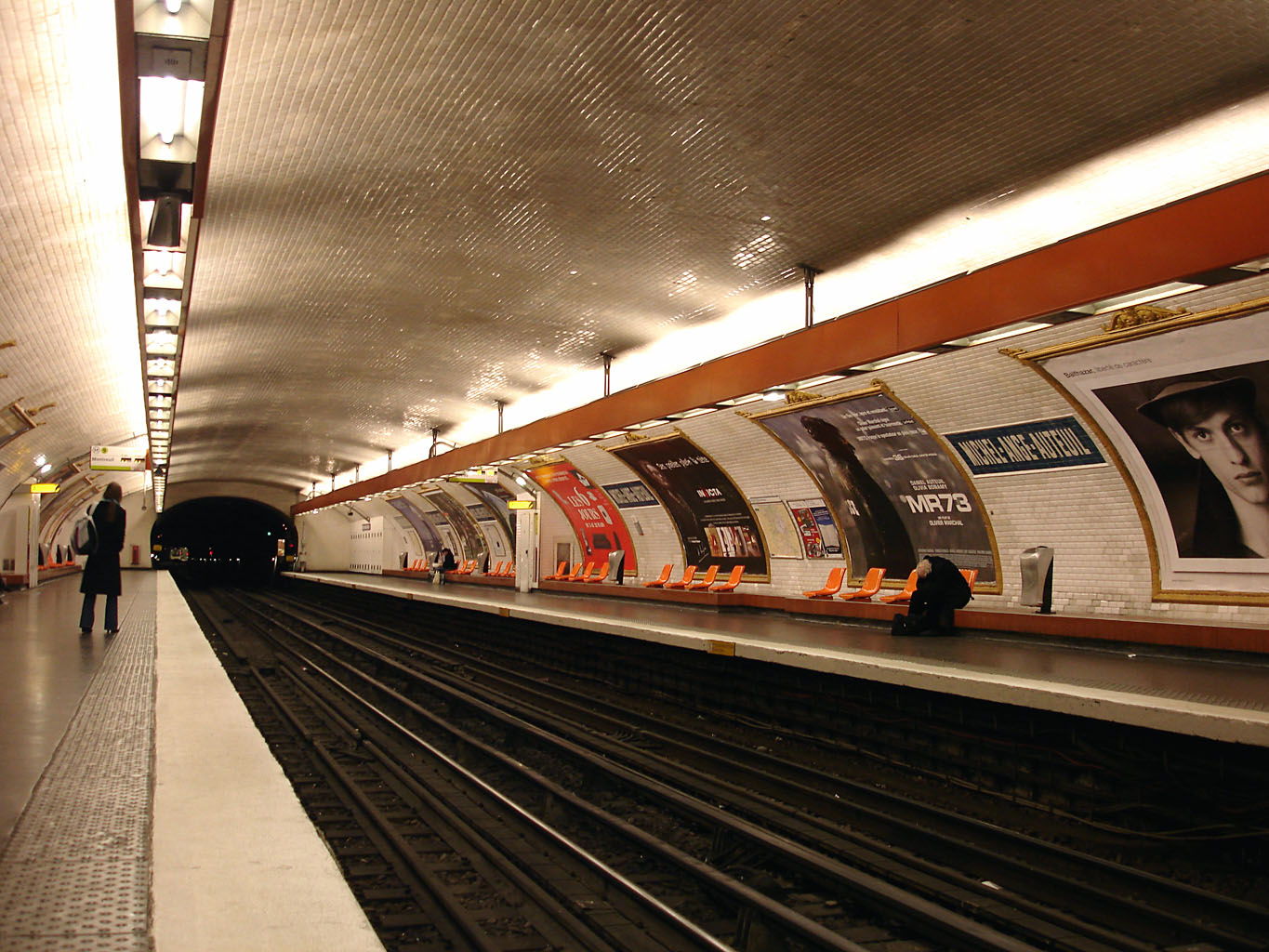
Station der Linie 9, Blickrichtung Süd

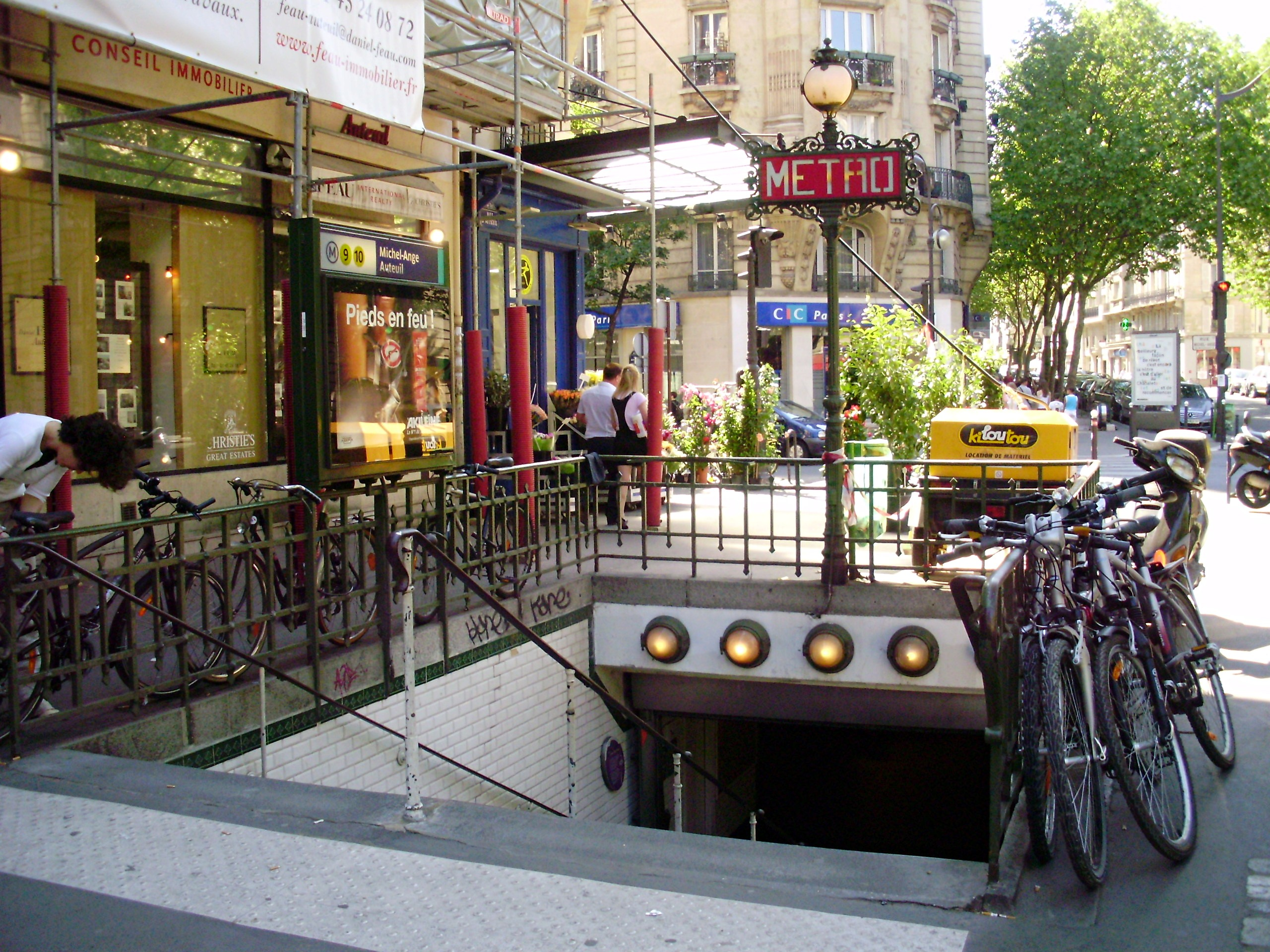
Zugang mit Kandelaber des Typs Val d’Osne

Michel-Ange – Auteuil [mikɛlɑ̃ʒ otœj] ist ein unterirdischer Umsteigebahnhof der Pariser Métro. Er wird von den Linien 10 (bis 1937: Linie 8) und 9 bedient.

## Lage
Der U-Bahnhof befindet sich im Quartier d’Auteuil des 16. Arrondissements von Paris. Die Station der Linie 10 liegt westlich der Rue Michel-Ange unter der Rue d’Auteuil, die der Linie 9 unter der Rue Michel-Ange südlich der Rue d’Auteuil.

## Name
Den Namen geben die Straßen Rue Michel-Ange und Rue d’Auteuil. Der italienische Maler und Bildhauer Michelangelo (fr: Michel-Ange; 1475–1564) gilt als einer der bedeutendsten Künstler der italienischen Hochrenaissance. Weltberühmt sind seine Skulptur des David sowie die Decken- und Wandmalereien in der Sixtinischen Kapelle.
Der ehemalige Weiler Auteuil wurde 1860 nach Paris eingemeindet. Zunächst unter dem Namen Altogilum erwähnt, wurde er im Laufe der Geschichte mehrfach geplündert und zerstört. Heute ist das Quartier d’Auteuil eines der vornehmsten und teuersten Viertel der Stadt.

## Geschichte und Beschreibung
Am 30. September 1913 wurde die Station der heutigen Linie 10 mit der Eröffnung der westlichen Verlängerung der Linie 8 in Betrieb genommen. Diese wurde damals von der Station Beaugrenelle (seit 1947: Charles Michels) nach Westen hin erweitert. Im Stadtteil Auteuil bildete sie eine große Endschleife, die im Zuge der Verlängerung der Linie 10 bis Boulogne – Jean Jaurès 1980 im Regelverkehr als solche aufgegeben wurde. Die Schleife wird gegen den Uhrzeigersinn befahren. Am 27. Juli 1937 wurde der Abschnitt der Linie 8 zwischen La Motte-Picquet – Grenelle und der damaligen Endstation Porte d’Auteuil, inklusive der Station Michel-Ange – Auteuil, der Linie 10 zugeordnet.
Die Station der Linie 10 verfügt an einem Mittelbahnsteig über zwei Gleise, die beide in Ost-West-Richtung befahren werden. Das südliche Gleis dient dem Regelverkehr nach Boulogne-Billancourt, das nördliche ist ein von der Rue La Fontaine kommendes Verbindungsgleis mit der Linie 9 in Richtung der nie eröffneten Station Porte Molitor. Letzteres ist durch einen Gitterzaun am Bahnsteigrand abgetrennt. Fahrgäste in Richtung Gare d’Austerlitz müssen die Linie 9 bis Michel-Ange – Molitor nehmen und dort umsteigen.
Die Station der Linie 9 wurde am 8. November 1922 eröffnet. An jenem Tag ging der erste Abschnitt dieser Linie von Trocadéro bis Exelmans in Betrieb. Sie weist zwei Gleise an zwei Seitenbahnsteigen auf.
Beide Stationen liegen unter elliptischen Gewölben und sind jeweils 75 m lang. Die Wände und die Decken sind weiß gefliest, die Seitenwände folgen der Krümmung der Ellipse.
Der Zugang liegt an der Kreuzung der Rue d’Auteuil mit dem Straßenzug Rue Michel-Ange – Rue La Fontaine, er ist durch einen Kandelaber des Typs Val d’Osne markiert. Unweit davon gibt es einen zusätzlichen Ausgang mit einer Rolltreppe.

## Fahrzeuge
Die Linie 9 wird mit konventionellen Fahrzeugen betrieben, die auf Stahlschienen verkehren. Zunächst verkehrten Züge der Bauart Sprague-Thomson, die dort ihr letztes Einsatzgebiet hatten. 1983 kam die Baureihe MF 67 auf die Strecke. Seit Oktober 2013 kam zunehmend die Baureihe MF 01 zum Einsatz, am 14. Dezember 2016 verkehrte der letzte MF-67-Zug auf der Linie 9.
Auf der Linie 10 verkehren konventionelle Züge der Baureihe MF 67. Zwischen 1975 und 1994 liefen Züge der Baureihe MA, davor solche der Bauart Sprague-Thomson.